# Wilmersdorfer Teufelströpfchen
Koordinaten: 52° 29′ 43,9″ N, 13° 14′ 26,4″ O

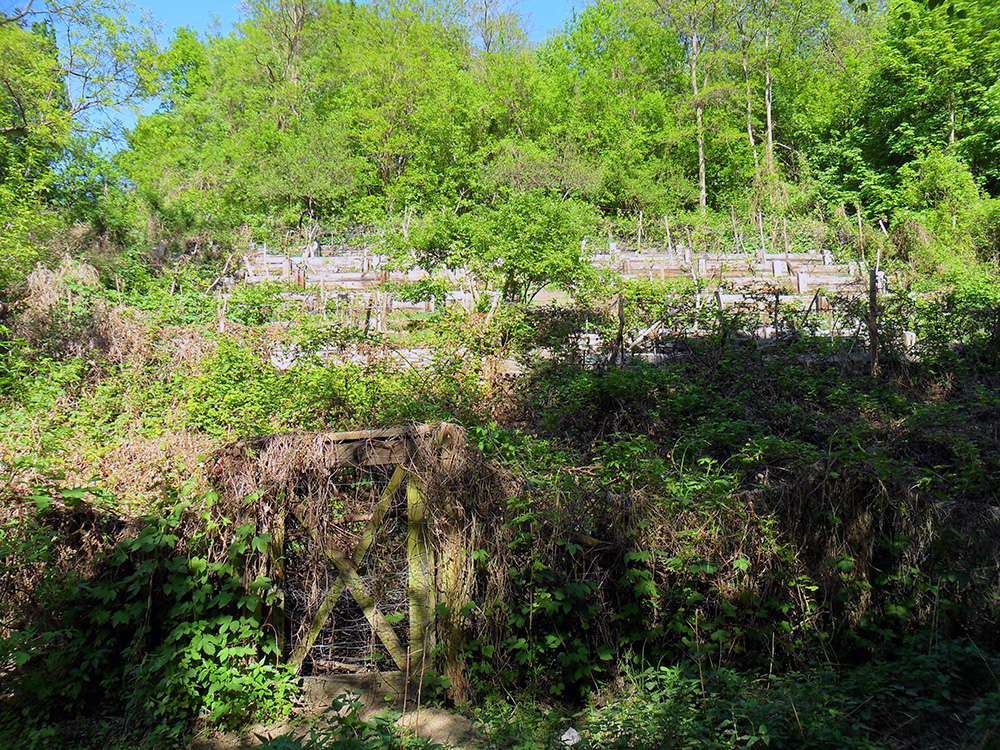
Ehemalige Rebanlage am Teufelsberg, 2011

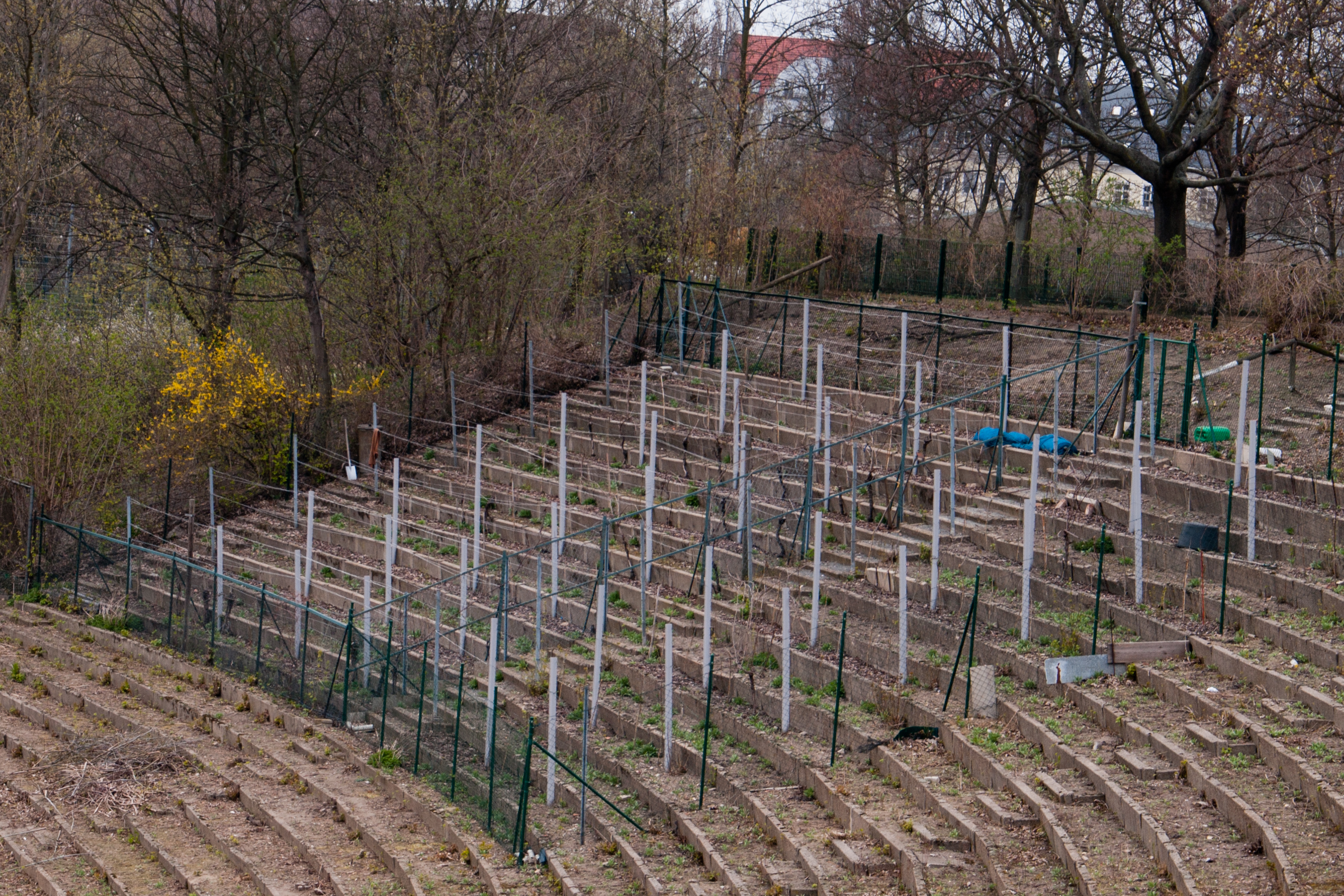
Rebanlage der Wilmersdorfer Rheingauperle, 2012

Wilmersdorfer Teufelströpfchen war der Name eines Weins aus Berlin, der im früheren Bezirk Wilmersdorf angebaut wurde. Im Juni 1970 wurden am Hang des Teufelsbergs, einem künstlich aus Schutt angelegten Bergs, 50 Rebstöcke angepflanzt, die der Rheingau-Taunus-Kreis 1971 dem Bezirk im Rahmen einer Patenschaft geschenkt hatte. 1991 wurde hieraus eine Gemeindepartnerschaft.
Der Name des Weins wurde von Journalisten aus etwa 600 Vorschlägen ausgewählt, die im Rahmen eines Preisausschreibens des Deutschen Weininstituts eingereicht wurden. Er lautete ursprünglich Berliner Teufelströpfchen.
Mittlerweile ist der Weinbau dort eingestellt, das Gelände verwildert.
Eine andere kleine Rebanlage befindet sich im Bezirk in den nördlichen Tribünenhängen des Stadions Wilmersdorf (Lage). Diese existiert seit 1984. Es werden jährlich 250 kg Trauben (Rebsorten Riesling und Ehrenfelser) geerntet und zu 120 Liter Wein verarbeitet, eine Flächenerweiterung im Jahr 2003 erhöhte die Ernten 2006 bis 2008 auf durchschnittlich je 400 kg. Dieser Wein trägt den Namen Wilmersdorfer Rheingauperle.